# Malé Chyndice
Malé Chyndice (bis 1948 slowakisch „Malé Hyndice“; ungarisch Kishind oder auch Felsőhind) ist eine slowakische Gemeinde im Okres Nitra und im Nitriansky kraj mit 389 Einwohnern (Stand 31. Dezember 2024).

## Geographie
Die Gemeinde befindet sich im östlichen Teil des Hügellands Žitavská pahorkatina, einem Teil des slowakischen Donauhügellands, im Einzugsgebiet der Žitava. Das Ortszentrum liegt auf einer Höhe von 180 m n.m. und ist neun Kilometer von Vráble sowie 22 Kilometer von Nitra entfernt.
Nachbargemeinden sind Beladice (Ortsteile Beladice, Veľké Chrašťany und Malé Chrašťany) im Norden, Slepčany im Osten, Nová Ves nad Žitavou im Südosten, Veľké Chyndice im Süden, Babindol im Südwesten und Čeľadice im Westen.

## Geschichte

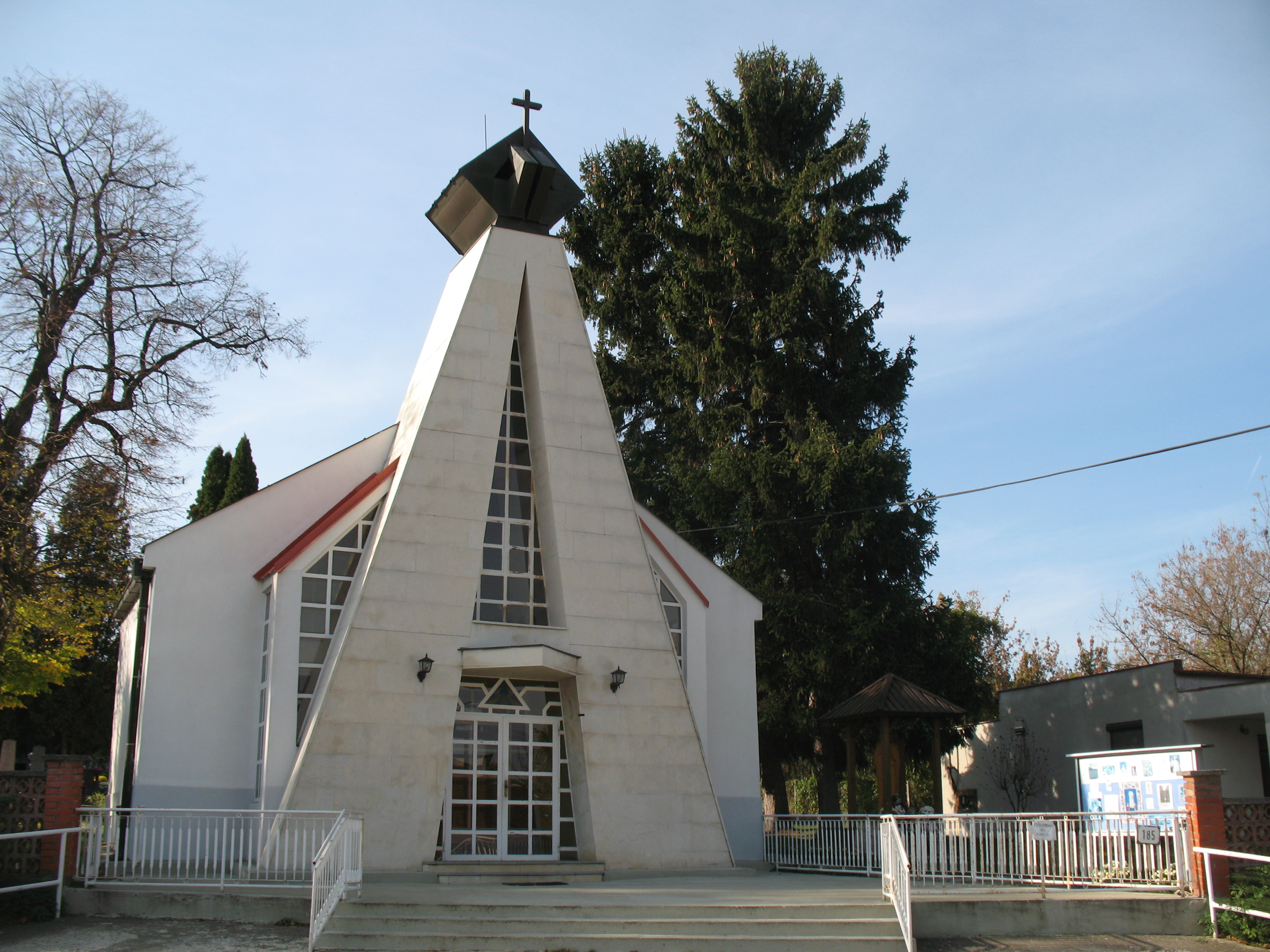
Kirche in Malé Chyndice

Malé Chyndice wurde zum ersten Mal 1264 als Hind schriftlich erwähnt und war damals ein von königlichen Fischern bewohnter Ort. Ab dem 14. Jahrhundert gehörte das Dorf zum Herrschaftsgebiet der Burg Gýmeš, und zwischen dem 17. und 19. Jahrhundert war es Besitz der Familien Bujník, Dezsericzky, Sándor sowie anderer. 1584 wurde Malé Chyndice von den Türken geplündert und danach zeitweise entvölkert. 1787 hatte die Ortschaft 75 Häuser und 410 Einwohner, 1828 zählte man 70 Häuser und 491 Einwohner, die als Landwirte, ab 1900 vermehrt in Industriebetrieben und im Verkehrswesen in der Umgebung beschäftigt waren.
Bis 1918 gehörte der im Komitat Neutra liegende Ort zum Königreich Ungarn und kam danach zur Tschechoslowakei beziehungsweise heute Slowakei. Von 1976 bis 1992 war der Ort zusammen mit Veľké Chyndice Teil der Einheitsgemeinde Chyndice.

## Einwohner
| Jahr                | 1994 | 2004    | 2014    | 2024    |
| ------------------- | ---- | ------- | ------- | ------- |
| Anzahl der Personen | 401  | 392     | 391     | 389     |
| Unterschied         |      | −2,24 % | −0,25 % | −0,51 % |

| Jahr                | 2023 | 2024    |
| ------------------- | ---- | ------- |
| Anzahl der Personen | 378  | 389     |
| Unterschied         |      | +2,91 % |

Gemäß der Volkszählung 2011 wohnten in Malé Chyndice 380 Einwohner, davon 371 Slowaken, jeweils zwei Magyaren und Tschechen sowie ein Deutscher. Vier Einwohner machten keine Angaben zur Ethnie.
332 Einwohner bekannten sich zur römisch-katholischen Kirche. 34 Einwohner waren konfessionslos und bei 14 Einwohnern wurde die Konfession nicht ermittelt.

## Bauwerke und Denkmäler
- Kapelle im Spätbarockstil aus dem 18. Jahrhundert
- moderne römisch-katholische Kirche